# سانتا تشزاريا تيرمي
سانتا تشزاريا تيرمي (بالإيطالية: Santa Cesarea Terme)‏ هي بلدية في مقاطعة ليتشي في إقليم بوليا الإيطالي.

## السكان
في سنة 1861 بلغ عدد السكان 1٬259 نسمة، وتطور العدد ليصل في سنة 2011 لـ 3٬032 نسمة.
يظهر هذا المخطط البياني تطور النمو السكاني لـ سانتا تشزاريا تيرمي